# Národní park Gran Paradiso
Národní park Gran Paradiso (italsky Parco nazionale del Gran Paradiso), je italský národní park založený v roce 1922. Jedná se o historicky první národní park v Itálii. Leží na severozápadě země, v regionech Údolí Aosty a Piemont a sousedí s francouzským národním parkem Vanoise. Má rozlohu 710 km².

## Poloha
Leží v Grajských Alpách a je pojmenován po hoře Gran Paradiso, která je součástí parku. Do parku ústí tři údolí: Val di Rhemes, Val Savarenche a Val di Cogne. V údolí se nachází obce, které mohou být vhodným místem pro výlety do okolí. Hlavní informační centrum leží v obci Cogne.

## Flora a fauna
Zalesněno je pouze okolo 10% plochy parku. Rostou zde javory, lípy, duby, borovice, kaštany a smrky. Další části území tvoří pastviny, alpinské louky, nachází se zde také 57 ledovců. Z fauny zde žijí například kozorožci horští, kamzíci, orli.